# عام تغير الأرض
عام تغير الأرض (بالإنجليزية: The Year Earth Changed) فيلم وثائقي لعام 2021 عن الإغلاق العالمي وتأثيره على الطبيعة من إخراج توم بيرد. تم إنتاج الفيلم بالتعاون بين مايك غونتون وأليس كينز سوبر. الفيلم الوثائقي رواه ديفيد أتينبارا.
أصدرت أبل تي في + الفيلم الوثائقي في 16 أبريل 2021.

## الاستقبال
أبلغ موقع مجمّع المراجعة على موقع روتن توميتوز عن نسبة موافقة تبلغ 100٪ بناءً على 5 مراجعات، بمتوسط تقييم 7.9 من 10.